# Colonización europea de la Araucanía
La colonización europea de la Araucanía fue un proceso de poblamiento, desarrollo urbano y agropecuario de la región histórica de la Araucanía (actual Región de la Araucanía y Provincia de Arauco), en el sur de Chile, mediante la fundación de localidades por inmigrantes llegados desde Europa. Fue una iniciativa del gobierno chileno que comenzó a partir de 1883, una vez terminados los conflictos por la ocupación de la Araucanía, que llevaron a una serie de campañas militares como objetivo de la expansión territorial de Chile en esa zona durante el siglo XIX, coexistiendo con la colonización europea de Chiloé, bajo similares condiciones y características. Esto excluye a los criollos descendientes de los inmigrantes españoles que llegaron previo a la independencia nacional, debido a que ya habían adquirido la nacionalidad chilena y por consiguiente, no eran extranjeros. 

## Antecedentes

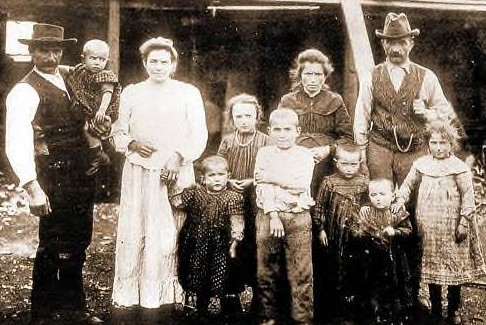
Colonos italianos en el pueblo Capitán Pastene en 1910: la Familia Castagna.

Los territorios que fueron colonizados, como consecuencia de la «pacificación» de la Araucanía, eran conocidos como La Frontera por la Capitanía General de Chile durante la Guerra de Arauco, puesto que no pudieron ser completamente anexados al Imperio español, debido a la férrea resistencia del pueblo mapuche. Previo a esto, el territorio chileno se encontraba separado en su soberanía por esa fracción entre los ríos Biobío y Toltén. Eso preocupaba a las autoridades de la época, que luego de la independencia definitiva de España, querían consolidar el territorio de la república, fundando ciudades para que se pueda ejercer el derecho soberano, evitando así posibles invasiones desde el extranjero y pudiendo hacer uso provechoso de los recursos naturales de la zona.  El bajo interés de los habitantes chilenos del resto del país para emprender esta labor colonizadora, recién terminada la guerra del Pacífico, por lo que los esfuerzos económicos, logísticos y migratorios del aparato estatal se encontraban enfocados en la chilenización de Tacna, Arica y Tarapacá, obligó al gobierno a buscar colonos extranjeros que cumplieran con los requerimientos para poder ejecutar las labores de tal naturaleza y envergadura. Para ello, se contrataron agentes colonizadores para reclutar posibles colonos europeos, bajo un proceso similar al ocurrido durante la colonización de Llanquihue, que fue propiciada por la Ley de Inmigración Selectiva de 1845, con el trabajo de los inmigrantes de origen germánico en su mayoría. Las autoridades indígenas pudieron llegar a acuerdos con las autoridades gubernamentales chilenas, quienes luego de su derrota por parte del Ejército de Chile, tuvieron que acatar las reglas impuestas por el gobierno chileno, quien optó separar los territorios de la región entre indígenas y colonos, dando garantías a ambas partes, otorgando «títulos de merced» a los indígenas para que vivieran en comunidad bajo sus costumbres y a los inmigrantes que accedían al título de «colono», se le asignaban tierras, que eran administradas por el Ministerio de Relaciones Exteriores, Culto y Colonización, dependiendo de cada situación particular de cada familia, mientras que otros, llegaron por sus propios medios y podían acceder a la compra e hipoteca de terrenos por parte del fisco. Lo anterior había quedado estipulado y reglamentado por la ley sin número llamada «Fundación de poblaciones en el territorio de los indíjenas», que fue aprobada por el Congreso Nacional el 4 de diciembre de 1866.
En 1901 se encontraban censados 36 mil ciudadanos nacidos en Europa y residiendo en el territorio araucano, de los cuales, 24 mil eran colonos contratados por la Agencia de Colonización del Estado, mientras que los otros 12 mil llegaron por sus propios medios. Esta cifra correspondía al 1,3 por ciento del total de la población nacional chilena según el censo de 1895.

### Condiciones sociales previas a la colonización
A la llegada de los colonizadores, la región se encontraba en una situación con altos índices de extrema pobreza, analfabetismo y una baja esperanza de vida debido a la carencia de cobertura de salud y educación pública, transporte, seguridad ciudadana, bomberos, entre otros servicios básicos, como el agua potable y la red de saneamiento, con falta de infraestructura o en condiciones mínimas para ello. Una vez ya establecidos en la región, los colonos fueron los fundadores de las primeras escuelas laicas y hospitales en muchas de las localidades de la Araucanía,  debido a la presencia de profesores y médicos entre sus habitantes, quienes habían realizado sus estudios profesionales tanto en Europa como en algunas universidades chilenas de aquella época, especialmente en Santiago. Anteriormente a esto, los monjes franciscanos, capuchinos y jesuitas habían realizado la mayor parte de esta labor bajo una perspectiva religiosa católica en la denominada Educación Misional. También los colonos e inmigrantes contribuyeron activamente a la cobertura periodística de la región, con la fundación de los primeros periódicos. El Colono fue un periódico impreso en la ciudad de Angol que circuló en la zona entre 1885 y 1938, el cual terminó con el desierto noticioso en el que se encontraba la provincia de Malleco. 
En términos de seguridad ciudadana, previo a la llegada de los colonizadores, en muchos sectores habían bandas criminales y delincuentes en solitario dedicados a distintos tipos de bandidaje, como el abigeato y salteadores de caminos, quienes conocían a cabalidad la zona y lograban esconderse entre densos bosques, cerros y pantanos. Estos malhechores encontraron nuevas oportunidades para delinquir y atacar a los nuevos habitantes de la región. Para hacer frente a esta situación, el Ejército chileno creó el Cuerpo de Gendarmes de las Colonias en 1896, una unidad militar dirigida por el capitán Pedro Trizano Avezzana, la cual operaba como si fuera una policía militar de tipo rural, encargada de reducir la delincuencia en los territorios recientemente poblados.

### Factor geográfico y climático regional
La geografía de la Araucanía se caracteriza por su densa vegetación boscosa, sumado a lo accidentado del relieve en la parte occidental debido a la cordillera de Nahuelbuta y la presencia de diversos pantanos por la humedad del terreno. En la parte oriental se ubica la cordillera de los Andes por todo el relieve de norte a sur en la frontera con Argentina. En lo que respecta a la meteorología, sus fuertes precipitaciones en el periodo de otoño-invierno, sumado a las bajas temperaturas durante esa época del año, que puede llegar a mínimas inferiores a los cero grados Celsius. Todo esto hacía difícil la tarea colonizadora, que en muchos casos debieron preparar los terrenos deshabitados para convertirlos en aptos para construir y vivir dentro de esa área. La ausencia de caminos y rutas que se interconectaran entre sí, dificultaba aún más el contacto entre las diferentes localidades.

## Localidades fundadas por europeos o con altas concentraciones de inmigrantes
En Temuco, la capital regional y ciudad más poblada, se concentra en la actualidad un importante número de los descendientes de europeos de las localidades aledañas, principalmente debido al fenómeno histórico de la migración campo-ciudad. Es por esta razón y por el vínculo sociocultural que tienen con la región, es que numerosos países europeos han establecido sus consulados o consulados honorarios en la ciudad (Alemania, España, Francia, Italia, Países Bajos y Suiza), si bien no son europeos la inmigración desde Palestina fue igualmente numerosa. Por su parte, Angol, capital provincial de Malleco, también alberga una cantidad de los descendientes de colonos producto de la misma situación migratoria. 
En algunos casos, el establecimiento de fortificaciones en la zona, tanto por parte de los conquistadores españoles del Chile colonial (sistema de fuertes del Biobío) como de los soldados republicanos chilenos, facilitó la ubicación de los colonos en un sitio donde fuera posible edificar. A continuación, un listado con las localidades que fueron fundadas o colonizadas por europeos: 
- Inmigrantes suizos: Collipulli, Ercilla (llamada Huequén), Galvarino, Purén, Traiguén, Quechereguas, Quillén (hoy Perquenco), Quino y Victoria.
- Inmigrantes alemanes: Colonia Humán, Contulmo, Ercilla, Faja Maisan y Nueva Imperial.
- Inmigrantes austriacos: Colonia Humán.
- Inmigrantes franceses: Lautaro, Lebu y Traiguén.
- Inmigrantes holandeses: Boroa, Faja Maisan, Gorbea y Pitrufquén.
- Inmigrantes británicos: Lebu, Quino, Nueva Imperial.
- Inmigrantes vascos (españoles y franceses): Cañete y Lebu.
- Inmigrantes italianos: Capitán Pastene.
- Inmigrantes palestinos: Arauco, Lebu, Pucón y Villarrica.